# Hans Gruber
Hans Gruber é um personagem fictício e o principal antagonista do filme de ação de 1988, Die Hard, interpretado por Alan Rickman.
Gruber é um estrategista habilidoso e líder criminoso de origem alemã-oriental que sequestra o edifício Nakatomi Plaza para executar um assalto de 640 milhões de dólares em papéis financeiros. Seu intento é contrariado pelo oficial policial da cidade de Nova Iorque, John McClane, que se deparou com o plano de Gruber por engano. Desde sua primeira aparição, Gruber se tornou um dos vilões mais icônicos da história do cinema – bem como sendo classificado como o maior vilão de filmes de ação de todos os tempos e um dos papéis mais marcantes de Rickman. O vilão se tornou tão popular entre os fãs de cinema, que os produtores apresentaram seu irmão, Simon (interpretado por Jeremy Irons), como o principal antagonista do terceiro filme da franquia - Die Hard with a Vengeance.